# Jean-Pierre Koscielniak
Pour les articles homonymes, voir Koscielniak.
Jean-Pierre Koscielniak, né le 15 mai 1967 à Nérac, est un historien et écrivain français.

## Biographie
Historien et enseignant au Passage d'Agen, membre de la Société des amis du Vieux Nérac, il est spécialiste de la Seconde Guerre mondiale en Lot-et-Garonne. Après avoir étudié la Résistance Sud Garonne et éclairé les structures d'encadrement du régime de Vichy, il est surtout le premier à avoir abordé et quantifié les épineuses questions de la collaboration et de l'épuration dans le département.
Après en avoir redécouvert les plâtres, il est aussi à l'origine de la refabrication, plus de soixante-dix ans après leur enlèvement par le régime de Vichy, des statues en bronze du physicien Jacques de Romas à Nérac (2010) et de La Marseillaise à Agen (2018).
En 2019, on lui doit également l'identification de deux « juges » - jusque-là inconnus - de la cour martiale mise en place par le milicien Joseph Darnand et qui, à Eysses (Villeneuve-sur-Lot), condamna à mort 12 résistants le 23 février 1944.
Œuvrant à une meilleure connaissance de la période tant à l’échelle locale que régionale,  il collabore à plusieurs revues.

## Publications

### Ouvrages
- Il pleut mais l'été viendra... La Résistance en Pays d'Albret, Nérac, AVN, 1990.
- Le Lot-et-Garonne au XXe siècle (dir. avec Hubert Delpont et Bernard Lachaise), Nérac, AVN, 1998.
- Collaboration et épuration en Lot-et-Garonne, 1940-1945, Nérac, Éditions d'Albret, 2003.
- Vendanges de bronze. L'enlèvement des statues en Lot-et-Garonne sous le régime de Vichy, Nérac, Éditions d'Albret, 2007.
- De la foudre aux Lumières. Jacques de Romas et le XVIIIe siècle néracais (dir.), Nérac, Éditions d'Albret, 2010.
- La Résistance en Lot-et-Garonne (CD-Rom, en collaboration), AERI, 2011.
- Vichy en Aquitaine (dir. avec Philippe Souleau) (préface Denis Peschanski), Paris, Éditions de l'Atelier, 2011.
- Lacapelle-Biron, 21 mai 1944. Histoire et mémoire d'une rafle de la division Das Reich, Le Passage, MRLG, 2013.
- Les barbelés oubliés... Le camp de Buzet-sur-Baïse, 1940-1941, Le Passage, MRLG, 2015.
- Été 1944. La libération du Lot-et-Garonne et de la Gironde rattachée (en collaboration avec Pascal de Toffoli et Philippe Souleau), Toulouse, Éditions Privat, 2015 (prix Brives-Cazes 2016).
- Alias "Bouboule". Itinéraire d'un gestapiste agenais, Le Passage, 2017.
- LVF, Waffen SS. Des Lot-et-Garonnais face à l'Armée rouge (1941-1945), Le Passage, MRLG, 2019.
- Darnand et les fusillés d'Eysses. Autopsie d'une répression, Le Passage, 2019.
- A l'encre des années noires. Lettres de Lot-et-Garonnais, 1940-1945, Le Passage, 2022.

### Principaux articles
- « La propagande pétainiste en Lot-et-Garonne : mise en place et fonctionnement » in Le Lot-et-Garonne au XXe siècle, Nérac, AVN, 1998.
- « L'épuration sauvage en Albret », Bulletin des Amis du Vieux Nérac, no 27, 1999.
- « La censure vichyste en Lot-et-Garonne (1940-1944) », Bulletin de l'Institut aquitain des études sociales , no 73, 1999.
- « Les limites de l'extrémisme politique : la Légion en Lot-et-Garonne », Annales du Midi, no 245, 2004.
- « Les mineurs poursuivis pour collaboration à la Libération : victimes ou coupables ? », Arkhéia, no 22, juin 2010.
- « Henri IV, Pétain et la Révolution nationale » in L'image d'Henri IV à travers les siècles, Nérac, Éditions d'Albret, 2011.
- « La Milice au service de l'ordre nouveau : l'expérience lot-et-garonnaise », in Vichy en Aquitaine, Paris, Éditions de l'Atelier, 2011.
- « Pétain et Darlan sanctifiés : le vitrail de l'église Notre-Dame à Casteljaloux », Les Cahiers du Bazadais, no 178, septembre 2012.
- « Un "non" pour l'Histoire. Pierre Chaumié et le vote du 10 juillet 1940 », Bulletin des Amis du Vieux Nérac, no 57, 2020.
- Jacques de Romas,  l’homme qui "raisonna" la foudre, le festin, no 124, décembre 2022.